# Clavy-Warby
Pour les articles homonymes, voir Warby.
Clavy-Warby est une commune française située dans le département des Ardennes, en région Grand Est.

## Géographie
|            | Saint-Marcel    |                   |
| Neufmaison | Clavy-Warby     | Neuville-lès-This |
|            | Thin-le-Moutier |                   |

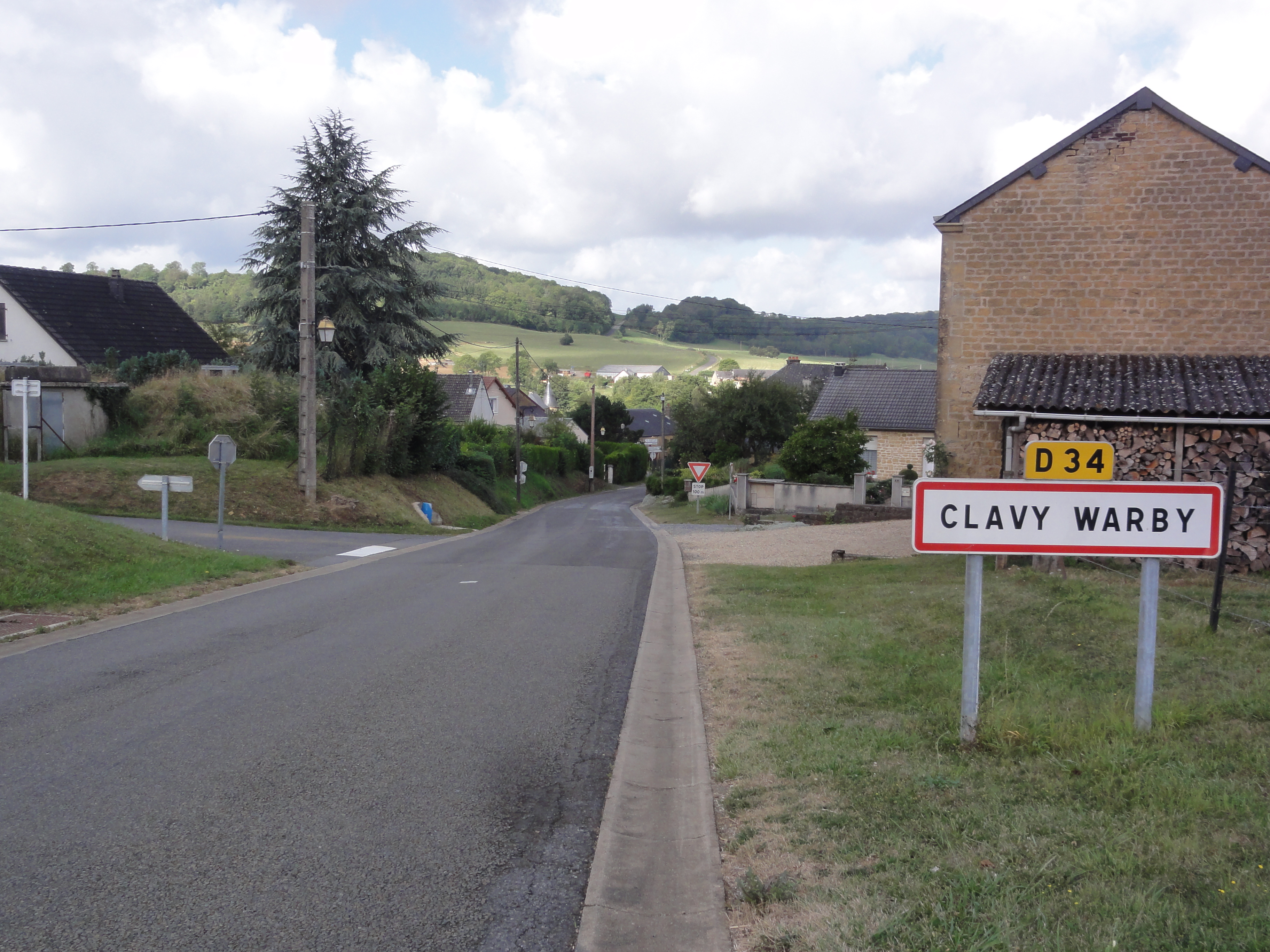
Entrée de Clavy, marqué Clavy-Warby.
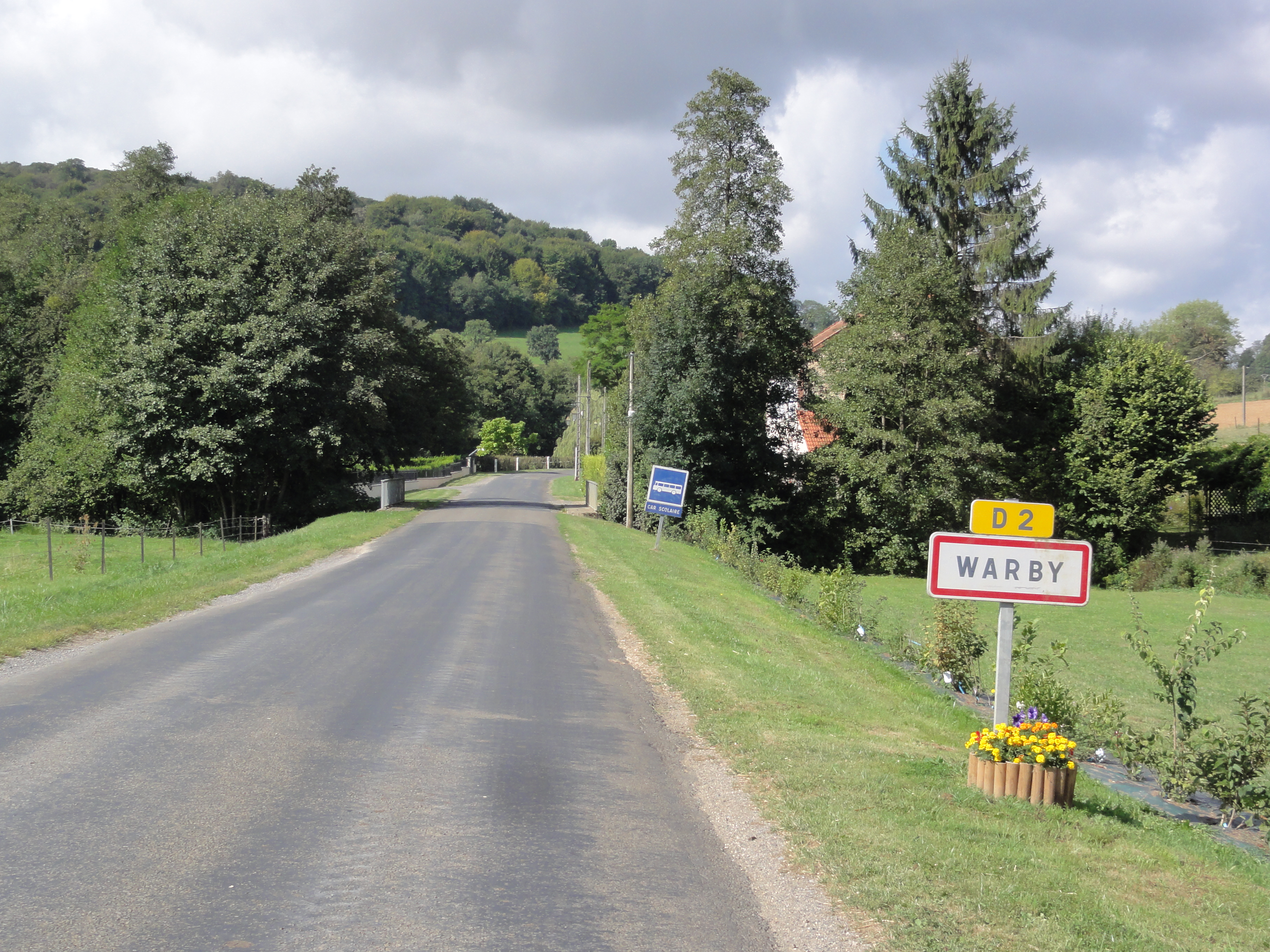
Entrée de Warby.
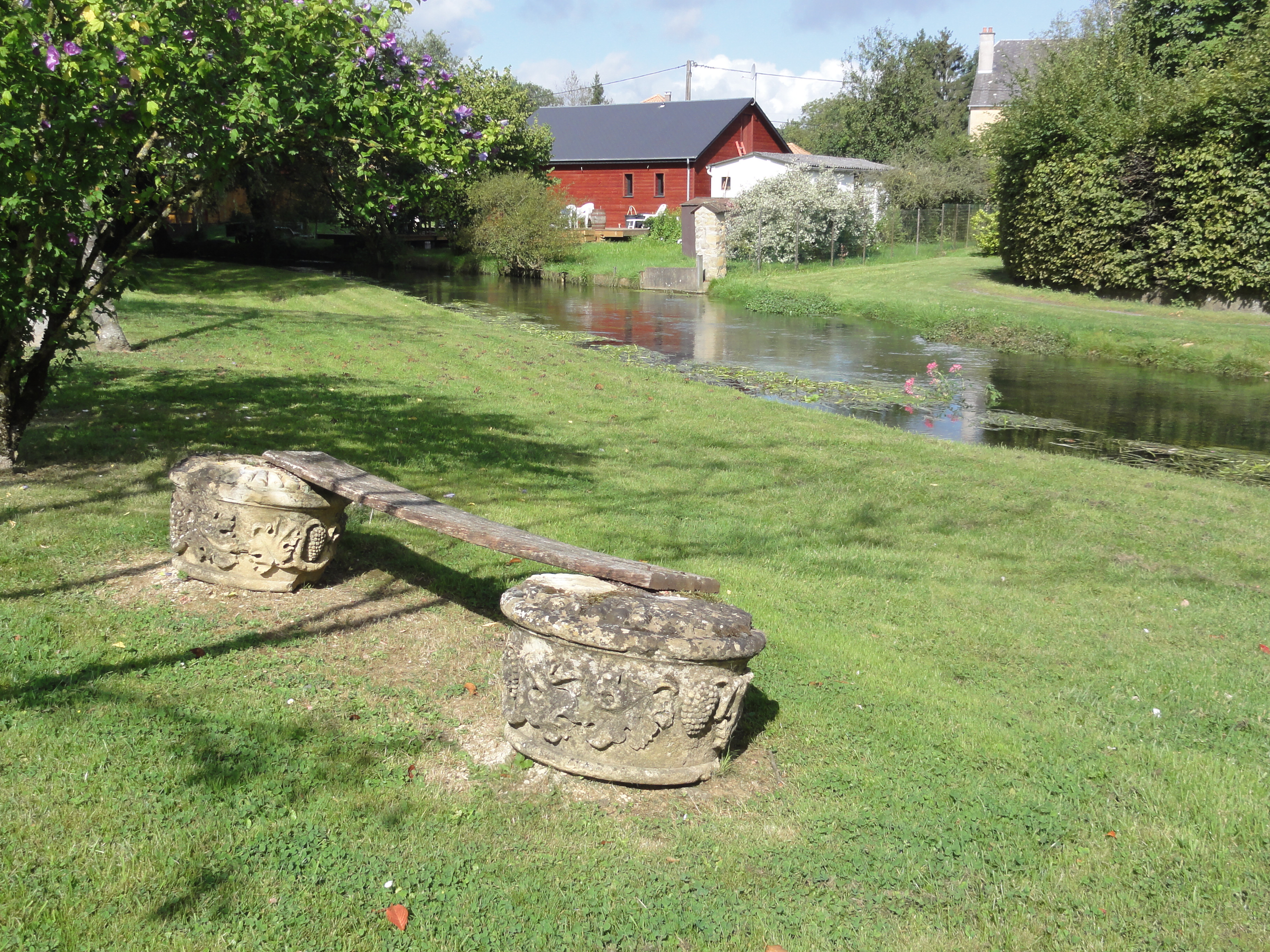
Le Thin à Clavy.
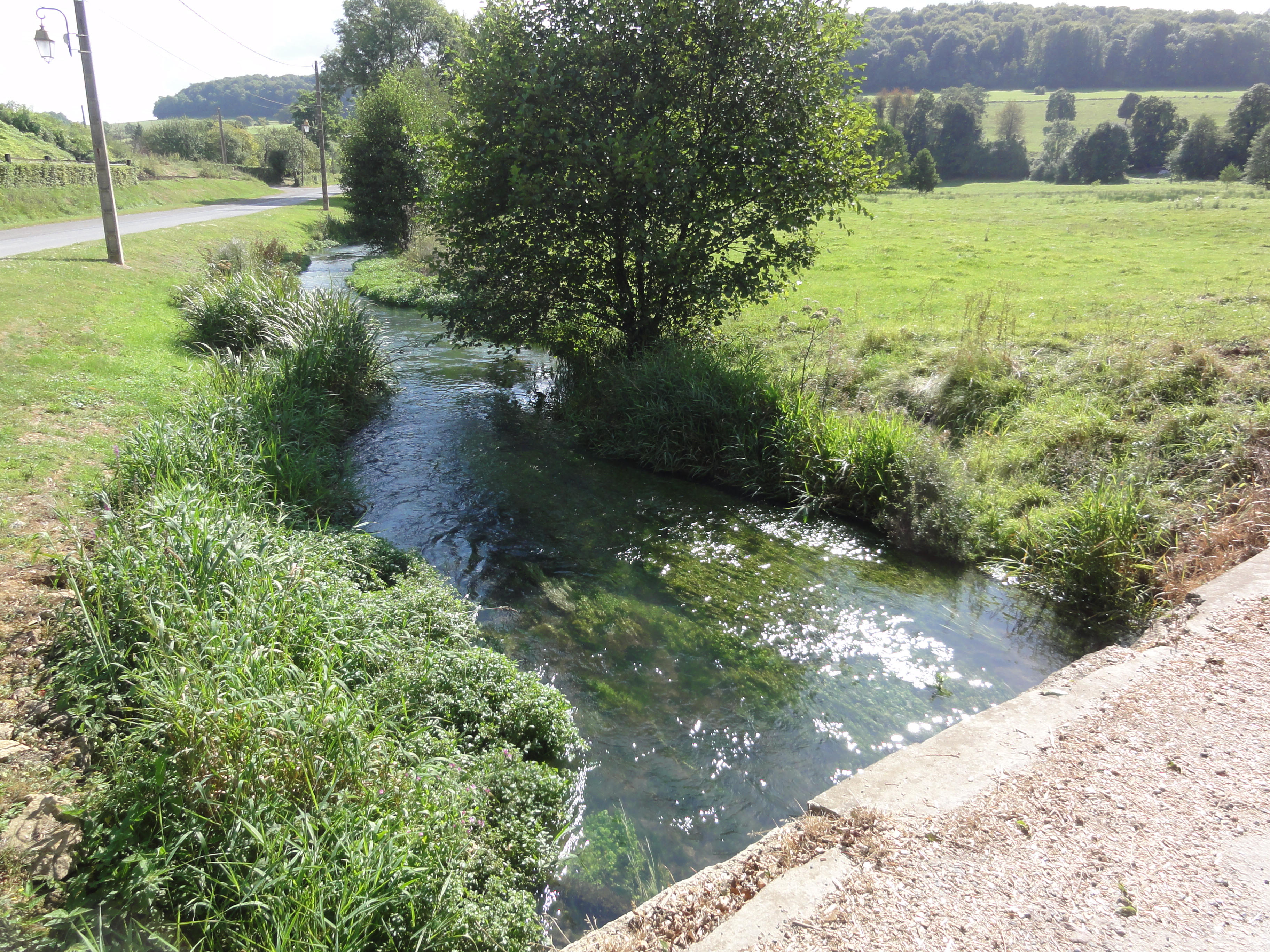
Le Thin à Warby.

### Hydrographie
La commune est dans le bassin versant de la Meuse au sein du bassin Rhin-Meuse. Elle est drainée par le ruisseau le Thin et le ruisseau la Maronne,.
Le ruisseau le Thin, d'une longueur de 22 km, prend sa source dans la commune de Dommery et se jette  dans la Sormonne à Haudrecy, après avoir traversé six communes.

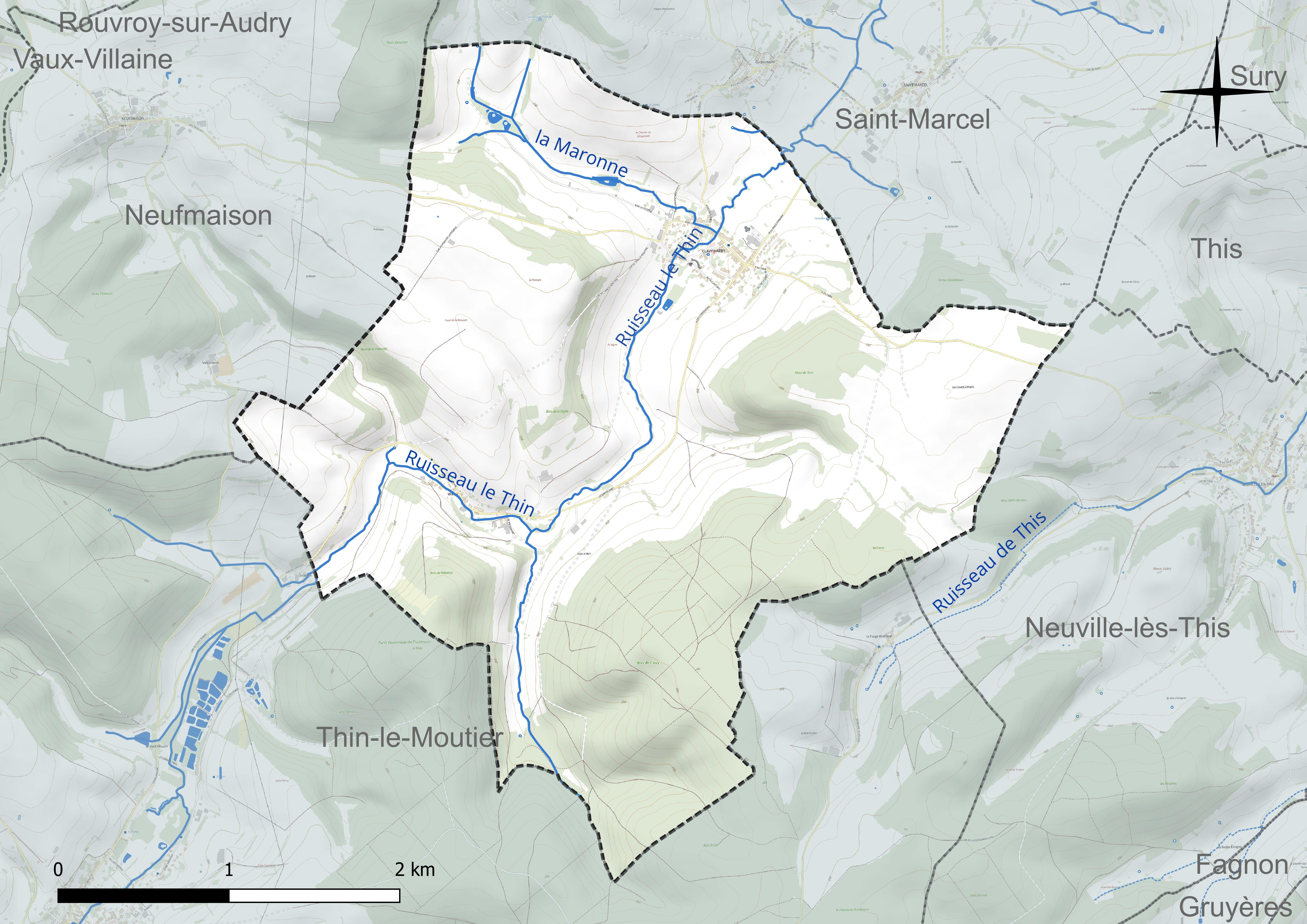
Réseau hydrographique de Clavy-Warby.

### Climat
Pour des articles plus généraux, voir Climat du Grand Est et Climat des Ardennes.
En 2010, le climat de la commune est de type climat de montagne, selon une étude du Centre national de la recherche scientifique s'appuyant sur une série de données couvrant la période 1971-2000. En 2020, Météo-France publie une typologie des climats de la France métropolitaine dans laquelle la commune est exposée à un climat océanique altéré et est dans la région climatique Nord-est du bassin Parisien, caractérisée par un ensoleillement médiocre, une pluviométrie moyenne régulièrement répartie au cours de l’année et un hiver froid (3 °C).
Pour la période 1971-2000, la température annuelle moyenne est de 10 °C, avec une amplitude thermique annuelle de 15,8 °C. Le cumul annuel moyen de précipitations est de 936 mm, avec 13,5 jours de précipitations en janvier et 9,5 jours en juillet. Pour la période 1991-2020, la température moyenne annuelle observée sur la station météorologique de Météo-France la plus proche, « Launois-sur-Vence_sapc », sur la commune de Launois-sur-Vence à 11 km à vol d'oiseau, est de 10,5 °C et le cumul annuel moyen de précipitations est de 889,5 mm. 
La température maximale relevée sur cette station est de 39,4 °C, atteinte le 25 juillet 2019 ; la température minimale est de −12,8 °C, atteinte le 7 février 2012,,.
Les paramètres climatiques de la commune ont été estimés pour le milieu du siècle (2041-2070) selon différents scénarios d'émission de gaz à effet de serre à partir des nouvelles projections climatiques de référence DRIAS-2020. Ils sont consultables sur un site dédié publié par Météo-France en novembre 2022.

## Urbanisme

### Typologie
Au 1er janvier 2024, Clavy-Warby est catégorisée commune rurale à habitat dispersé, selon la nouvelle grille communale de densité à 7 niveaux définie par l'Insee en 2022.
Elle est située hors unité urbaine. Par ailleurs la commune fait partie de l'aire d'attraction de Charleville-Mézières, dont elle est une commune de la couronne,. Cette aire, qui regroupe 132 communes, est catégorisée dans les aires de 50 000 à moins de 200 000 habitants,.

### Occupation des sols
L'occupation des sols de la commune, telle qu'elle ressort de la base de données européenne d’occupation biophysique des sols Corine Land Cover (CLC), est marquée par l'importance des territoires agricoles (63 % en 2018), une proportion sensiblement équivalente à celle de 1990 (62,5 %). La répartition détaillée en 2018 est la suivante : 
forêts (34,3 %), terres arables (34 %), prairies (29 %), zones urbanisées (2,6 %). L'évolution de l’occupation des sols de la commune et de ses infrastructures peut être observée sur les différentes représentations cartographiques du territoire : la carte de Cassini (XVIIIe siècle), la carte d'état-major (1820-1866) et les cartes ou photos aériennes de l'IGN pour la période actuelle (1950 à aujourd'hui).

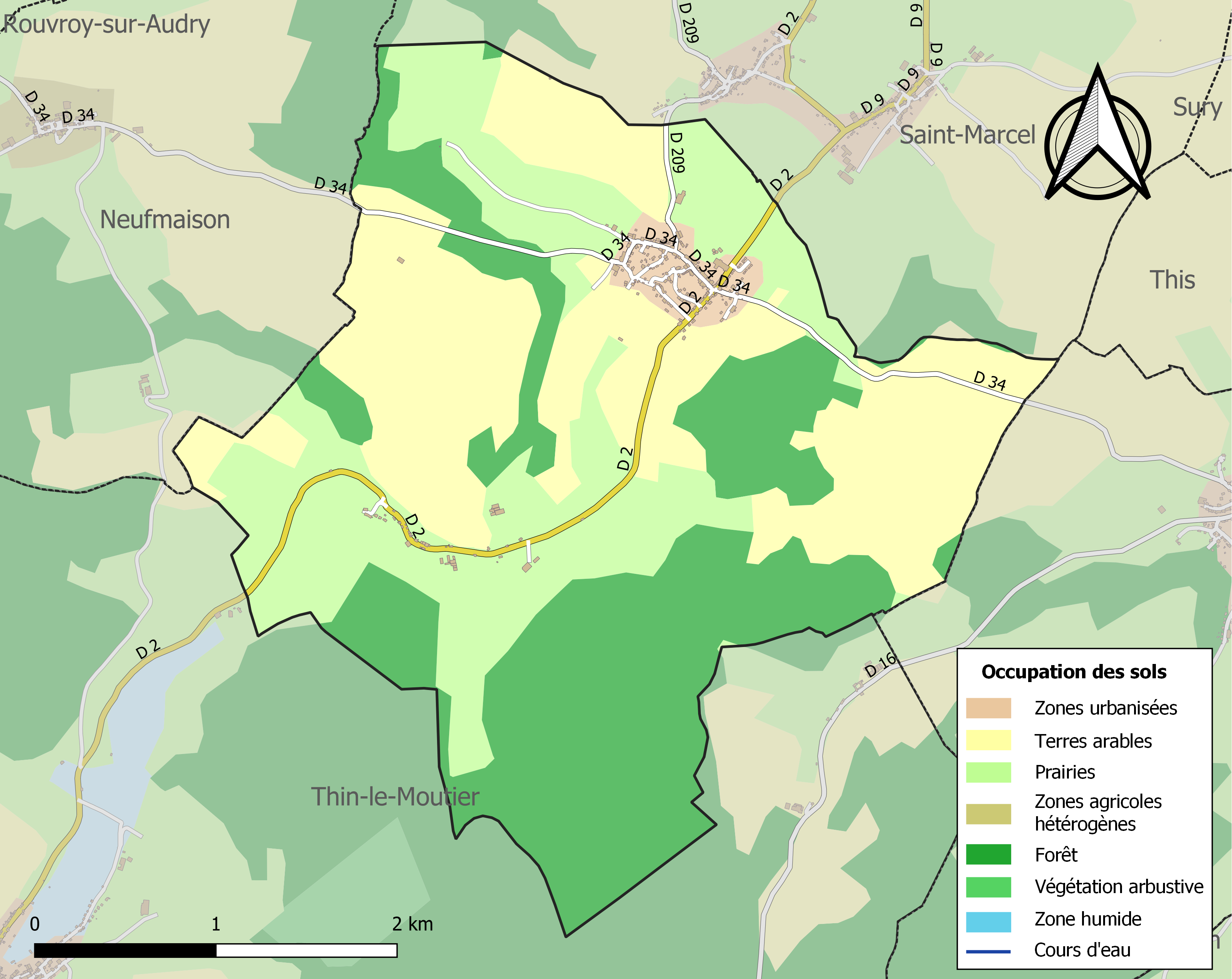
Carte des infrastructures et de l'occupation des sols de la commune en 2018 (CLC).

## Politique et administration
| Période                                  | Période  | Identité         | Étiquette | Qualité   |
| ---------------------------------------- | -------- | ---------------- | --------- | --------- |
| mars 2001                                | 2006     | Bernard Oudet    |           |           |
| 2006                                     | mai 2020 | Etienne Moreaux  | SE        | Ingénieur |
| mai 2020                                 | En cours | François Justine | LR        |           |
| Les données manquantes sont à compléter. |          |                  |           |           |

## Démographie
L'évolution du nombre d'habitants est connue à travers les recensements de la population effectués dans la commune depuis 1793. Pour les communes de moins de 10 000 habitants, une enquête de recensement portant sur toute la population est réalisée tous les cinq ans, les populations de référence des années intermédiaires étant quant à elles estimées par interpolation ou extrapolation. Pour la commune, le premier recensement exhaustif entrant dans le cadre du nouveau dispositif a été réalisé en 2004.

En 2022, la commune comptait 342 habitants, en évolution de −2,29 % par rapport à 2016 (Ardennes : −2,97 %, France hors Mayotte : +2,11 %).
| 1793 | 1800 | 1806 | 1821 | 1831 | 1836 | 1841 | 1846 | 1851 |
| ---- | ---- | ---- | ---- | ---- | ---- | ---- | ---- | ---- |
| 416  | 467  | 471  | 496  | 531  | 626  | 683  | 771  | 779  |

| 1866 | 1872 | 1876 | 1881 | 1886 | 1891 | 1896 | 1901 | 1906 |
| ---- | ---- | ---- | ---- | ---- | ---- | ---- | ---- | ---- |
| 667  | 662  | 656  | 628  | 621  | 516  | 527  | 510  | 463  |

| 1911 | 1921 | 1926 | 1931 | 1936 | 1946 | 1954 | 1962 | 1968 |
| ---- | ---- | ---- | ---- | ---- | ---- | ---- | ---- | ---- |
| 375  | 263  | 284  | 275  | 257  | 213  | 210  | 218  | 199  |

| 1975 | 1982 | 1990 | 1999 | 2004 | 2006 | 2009 | 2014 | 2019 |
| ---- | ---- | ---- | ---- | ---- | ---- | ---- | ---- | ---- |
| 210  | 330  | 328  | 350  | 339  | 351  | 352  | 358  | 345  |

| 2022 | - | - | - | - | - | - | - | - |
| ---- | - | - | - | - | - | - | - | - |
| 342  | - | - | - | - | - | - | - | - |

## Infrastructures
- Une installation de méthanisation fonctionne depuis janvier 2005 dans l'enceinte du GAEC OUDET.
Ce GAEC a mis en place un système de production de biogaz, destiné à produire de l'énergie par méthanisation, processus naturel de décomposition par action de bactéries qui transforment les matières organiques en dégageant du biogaz composé de 40 à 45 % de méthane et de dioxyde de carbone. Ce gaz alimente un moteur diesel qui, couplé à un alternateur, fournit du courant électrique, revendu à l'EDF, la chaleur dégagée par le moteur étant utilisée pour chauffer les deux habitations des membres du GAEC.
Finalement, le dioxyde de carbone rejeté dans l'atmosphère correspond à celui qui était absorbé par les plantes pour se développer sans augmentation de gaz à effet de serre !
- L'association sportive de Clavy-Warby propose deux activités sportives : le tennis et le volley-ball. Une école de tennis fonctionne tous les mercredis de 13 h 30 à 15 h 30 pour les enfants âgés de 6 à 14 ans.

## Héraldique
| Armes de Clavy-Warby | Les armes de Clavy-Warby se blasonnent ainsi : D’azur à la clef d’argent, le panneton en forme de lettre C et l’anneau en losange ajouré en forme de lettre W, à la cotice de gueules brochant sur le tout. |

## Culture locale et patrimoine

### Lieux et monuments
- Église Notre-Dame de Clavy
- Château de Clavy
- Lavoir de Clavy
- Chapelle Saint-Claude de Warby
- Ancienne école de Warby

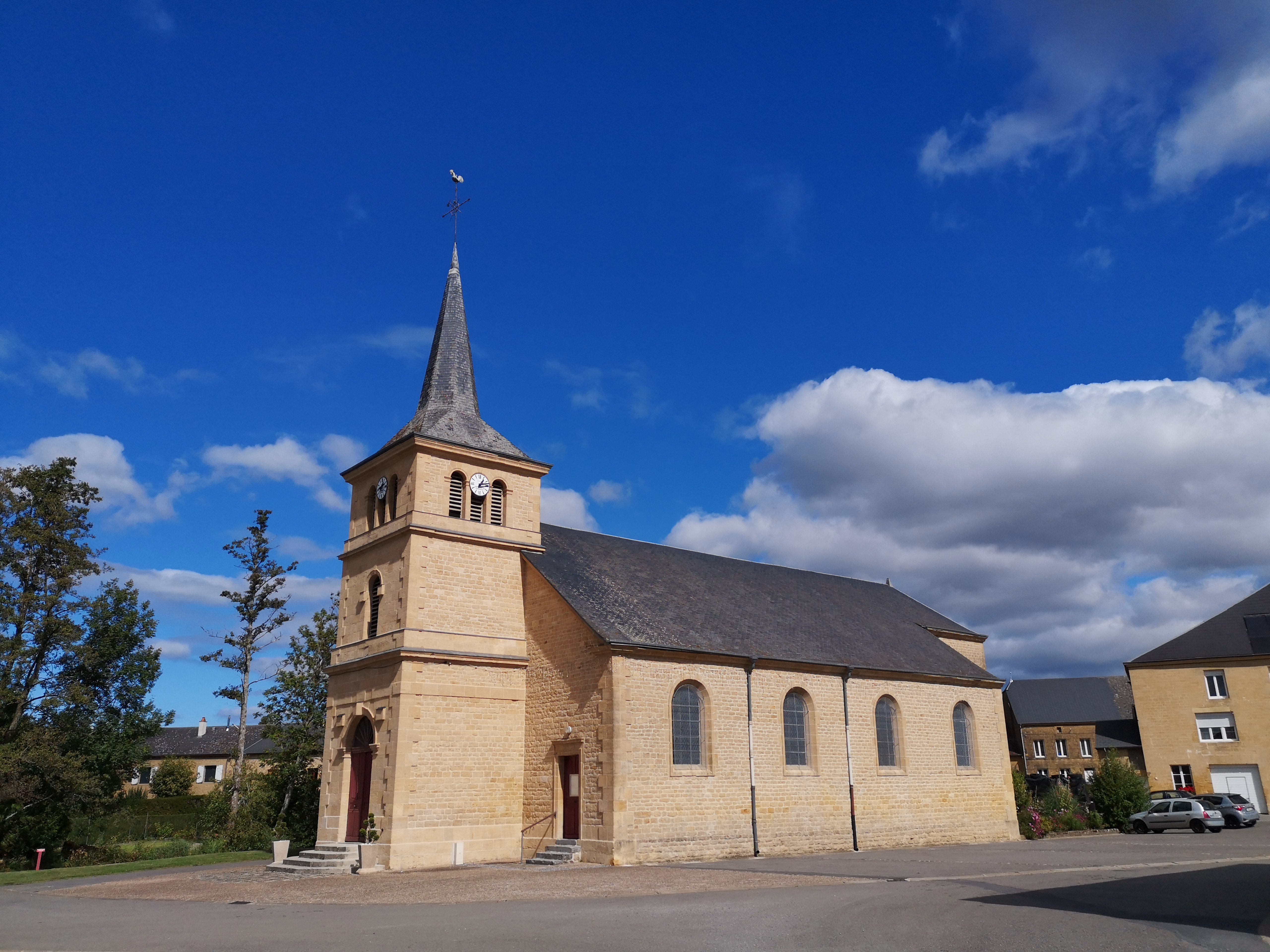
Église de Clavy.
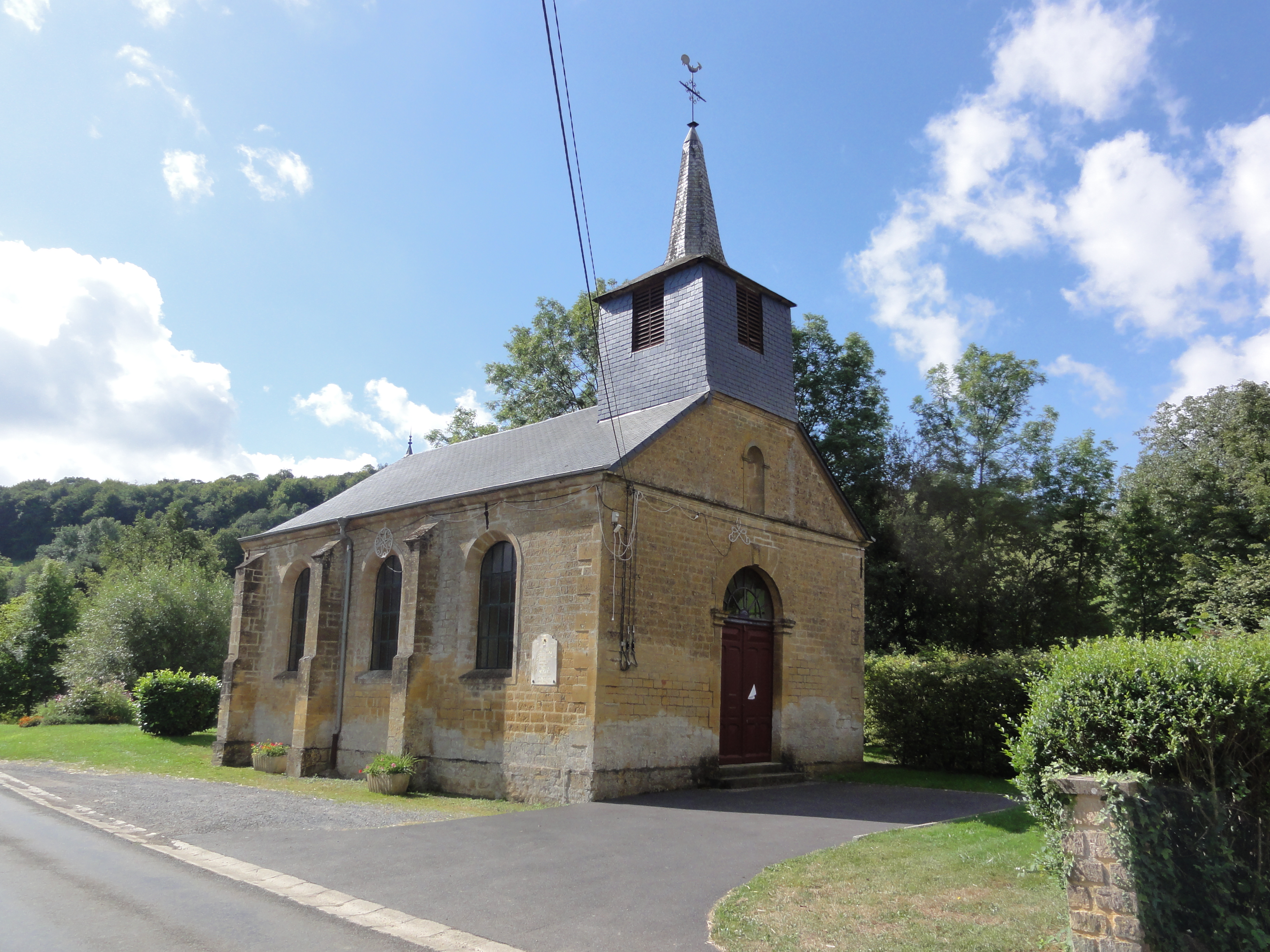
Église de Warby.
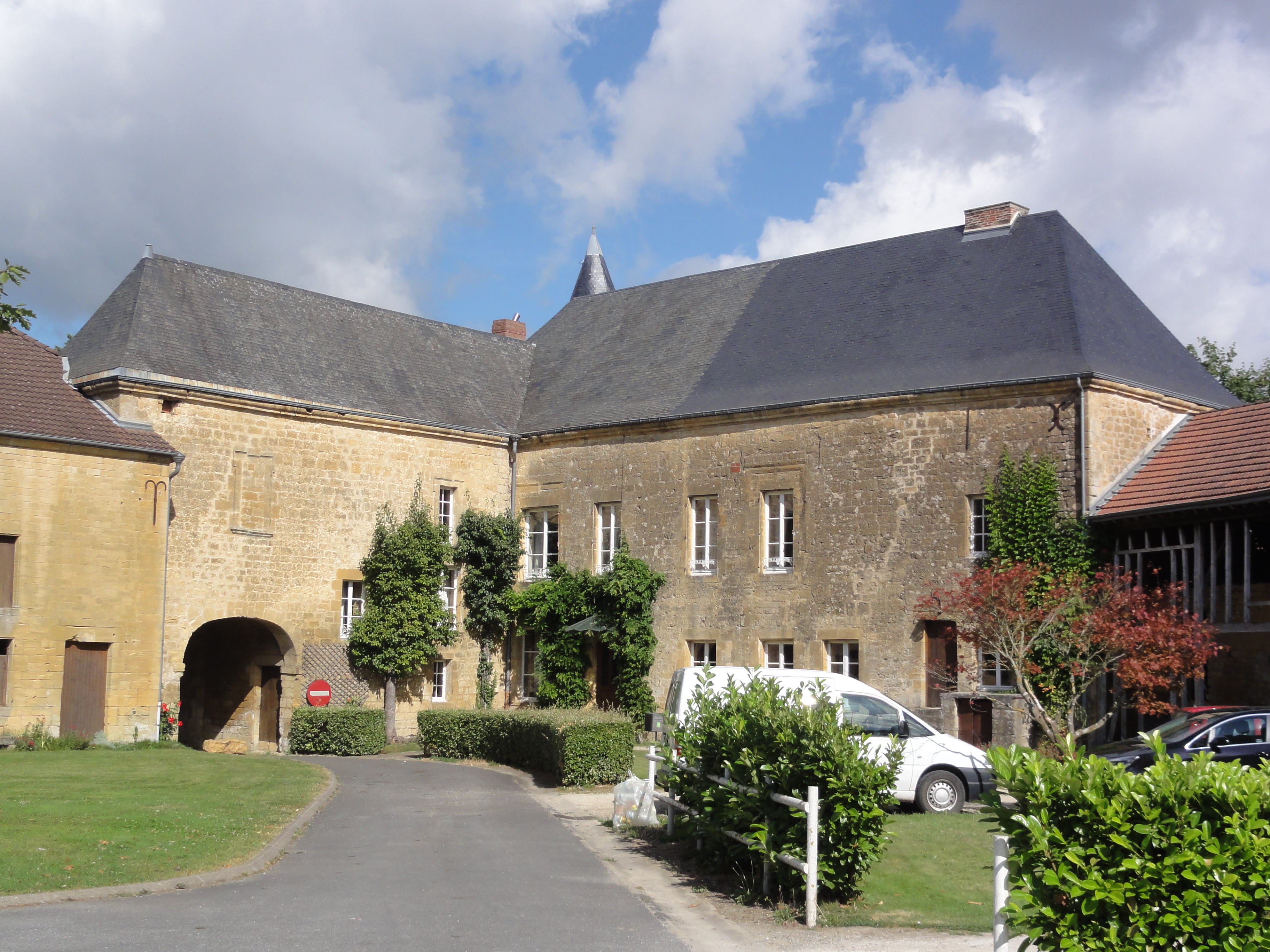
Château de Clavy.
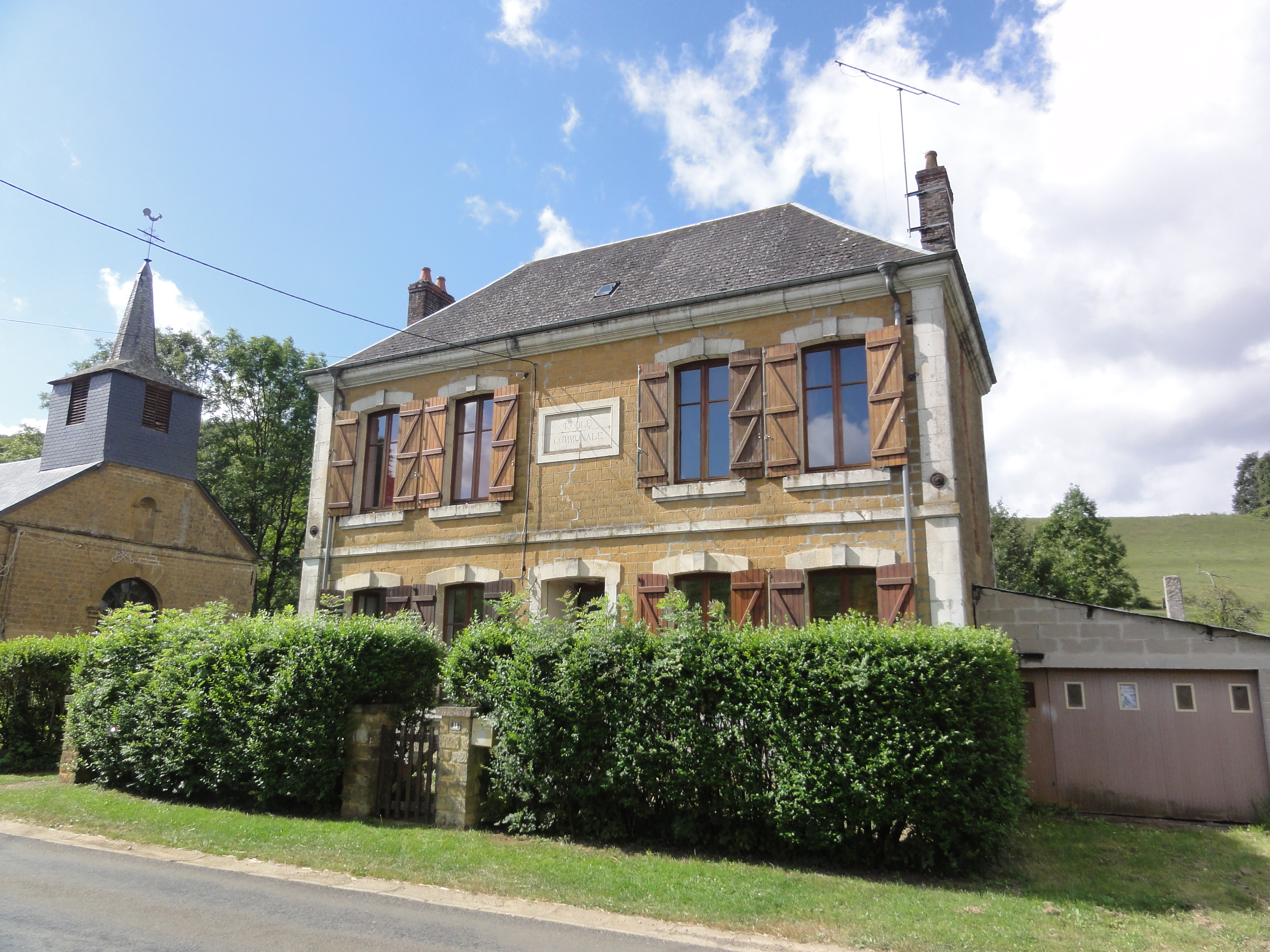
Ancienne école de Warby.
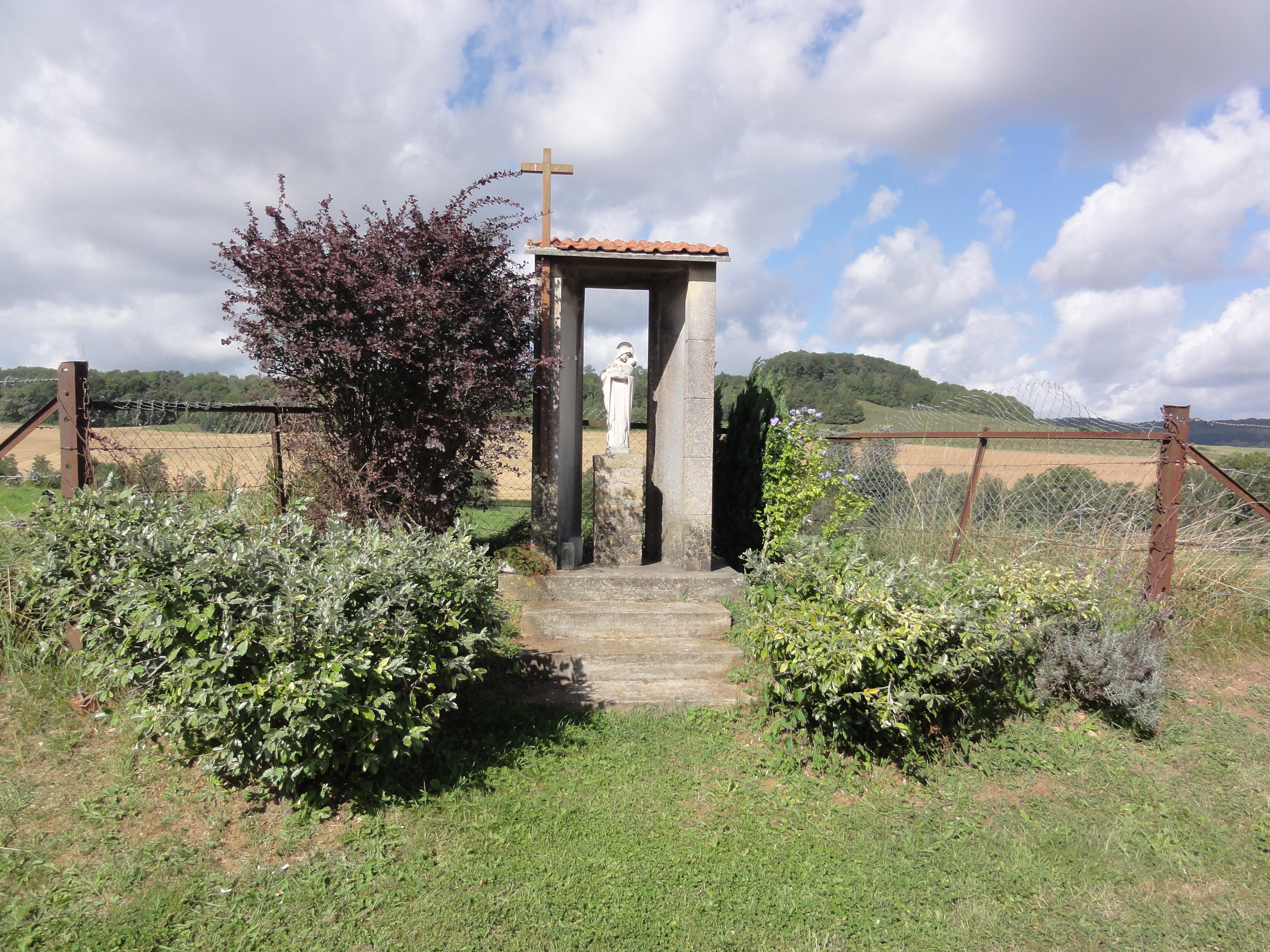
Chapelle-oratoire entre les deux villages.